# Tomasz Śliwiński
Tomasz Adam Śliwiński – polski inżynier, profesor nauk biologicznych.

## Życiorys
W 1999 r. ukończył studia biotechnologiczne w Politechnice Łódzkiej, w  2004 r. obronił pracę doktorską pt. Konstrukcja szczepu Mycobacterium smegmatis o zmodyfikowanych zdolnościach biotranformacji związków steroidowych, której promotorem był prof. Jarosław Dziadek, w 2011 r. habilitował się na podstawie pracy zatytułowanej Aspekty funkcjonalne i genetyczne szlaków naprawy DNA przez wycinanie zasad i nukleotydów w komórkach prawidłowych i patologicznych. W 2018 r. uzyskał tytuł profesora nauk biologicznych.
Został zatrudniony na Uniwersytecie Łódzkim i na Uniwersytecie Medycznym w Łodzi.
Należy do Komisji do spraw Stopni Naukowych Dyscypliny – Nauk Biologicznych UŁ, oraz był członkiem Komitetu Cytobiologii PAN.